# Палацкий, Ян
Ян Крштитель Кашпар Палацкий (чеш. Jan Křtitel Kašpar Palacký; 10 октября 1830, Прага — 22 февраля 1908, Прага) — чешский географ, биогеограф, профессор университета, политик и меценат. Сын историка Франтишека Палацкого.

## Биография
Образование получил от своего отца и матери, и особенно от Вацлава Томека, позже ставшего историком и ректором Карлова университета в Праге. В школу пошёл только с 16 лет. По окончании университета получил звание доктора философии.
С 1861 года занимал должность председателя Пражского сельскохозяйственного общества, с 1867 года стал инспектором ботанических коллекций Национального музея. В 1864 году по его инициативе был создан комитет по научным исследованиям Богемии. В 1885 году председательствовал на Международном ботаническом конгрессе в Антверпене.

## Работы
- Zeměpis všeobecný vědecký srovnávací (Afrika, Austrálie, Oceánie, v pěti svazcích, 1857—1860)